# Бенешевич, Владимир Николаевич
Влади́мир Никола́евич Бенеше́вич (9 августа 1874, Друя, Дисненский уезд, Виленская губерния — 27 января 1938, Ленинград) — российский и советский историк-византинист, правовед (специалист в области церковного права), палеограф, член-корреспондент РАН (1924), член Императорского православного палестинского общества.

## Семья
Сын судебного пристава и внук священника из Виленской губернии. Родился 9 августа 1874 года.
Брат — Дмитрий (1877—1938), горный инженер, геолог, был преподавателем Ленинградского горного института, техническим директором Днепропетровского НИИ чёрной металлургии. В 1930 году арестован, в 1931 был приговорён к пяти годам ссылки, в 1937 году вновь арестован и расстрелян.
Был женат на Амате (Людмиле) Фаддеевне (1888—1967), дочери профессора классической филологии Ф. Ф. Зелинского. В 1930 году арестована, в 1931 году приговорена к пяти годам лишения свободы. В 1931—1934 годах отбывала заключение в Белбалтлаге, затем работала регистратором в поликлинике, библиотекарем, преподавала латинский язык в Педиатрическом институте. В последние годы жизни составила библиографию трудов своего супруга.
Сын Никита (1910—1918). Сыновья-близнецы Георгий (научный работник, сотрудник Радиевого института) и Дмитрий (инженер) родились в 1911 и были расстреляны в 1937.

## Образование
Окончил Первую виленскую гимназию (1893; с золотой медалью), юридический факультет Петербургского университета (1897; с дипломом 1-й степени). Был оставлен при университете для подготовки к профессорскому званию. В 1897—1901 годах учился в Гейдельбергском, Лейпцигском и Берлинском университетах, изучал философию, историю и право.
Магистр церковного права (1905; тема диссертации: «Канонический сборник XIV титулов со второй четверти VII века до 883 года. К древнейшей истории источников права греко-восточной церкви», удостоена премии графа Уварова). Доктор церковного права (1914; тема диссертации: «Синагога в 50 титулов и другие юридические сборники Иоанна Схоластика», удостоена премии графа Уварова).

## Научная деятельность
Был одним из образованнейших русских учёных в области церковного права, много работал с источниками, знал английский, французский, немецкий, итальянский, польский, чешский, болгарский, сербский, новогреческий, древнегреческий, латинский, сирийский, древнегрузинский и древнеармянский языки.
В 1900—1905 годах занимался в библиотеках Европы и Ближнего Востока, исследуя славянские и византийские письменные источники. В 1901—1908, 1911 и 1912 годах участвовал в археографических экспедициях по древним религиозным центрам Афона, Синая, Египта, Греции, Малой Азии, Палестины; получил доступ к рукописным монастырским собраниям, обследовал 49 европейских библиотек, работал в Париже, Вене, Мюнхене, Риме. Просмотрел все греческие рукописи правового содержания и обнаружил множество неизвестных юридических памятников. Основным направлением его научной деятельности было стремление воссоздать историю греко-римского права на основе обширнейшей систематизированной источниковой базы.
В 1909—1918 годах был редактором «Обозрения трудов по славяноведению, 1908—1913», который можно считать каталогом библиографии по истории, этнографии, языковедению и литературе Беларуси.
В начале XX века в Синайском монастыре им были обнаружены части трёх листов Синайского кодекса. Эти фрагменты были приобретены Российской империей и привезены в Санкт-Петербург, где хранятся по сей день.
Автор более 100 работ по различным отраслям византиноведения: «истории, литературы, права (в особенности), языка, эпиграфики, рукописного дела, археологии и искусства, притом для всего того мира народов: славянских, грузинских, армянских, арабских, сирийских, которые в своё время были охвачены византийским влиянием».
Почётный доктор права Афинского национального университета (1912). Член-корреспондент Страсбургской (1914), Баварской (1927) и Прусской (1929) академий наук.

## Педагогическая деятельность
С 1905 года — приват-доцент, с 1909 — экстраординарный профессор, затем ординарный профессор Петербургского (затем Петроградского) университета. В 1905—1910 годах вёл занятия по греческой палеографии и истории Византии на историко-филологическом факультете, с 1910 года читал лекции по церковному и государственному праву на юридическом факультете. Одним из его учеников является историк русского права С. В. Юшков.
Также преподавал историю церковного права в Александровском лицее (1903—1904), Петербургской духовной академии (1906—1909), на Высших женских курсах (1909—[1917), на Женских курсах Раева (1910—1911); в Военно-юридической академии (1909—1912).

## Деятельность после 1917 года
В 1917—1918 годах член Всероссийского Поместного собора, участвовал в 1-й и 3-й сессиях, на 2-й отсутствовал по болезни (тиф), помощник секретаря Собора, редактор публикаций журналов соборных заседаний, член Соборного совета, Юридического и Хозяйственно-распорядительного совещаний при нём, секретарь II и член I, XVIII отделов.
С 1918 года член Всероссийского союза борьбы за сохранение церковных ценностей, с 1919 года архивист в Едином государственном архивном фонде, с 1920 года инструктор в Музее природы и жизни Петроградского края, член братства Святой Софии и правления Общества православных приходов Петрограда, с 1921 года действительный член НИИ сравнительной истории литературы и языков Запада и Востока и Правового института, секретарь Совета Русского палестинского общества.
В 1922 году был арестован, проходил по «делу митрополита Вениамина», но судом был оправдан.
С 1924 года член-корреспондент Российской академии наук.
В 1923—1927 годах заведующий библиотекой Государственной академии истории материальной культуры (ГАИМК), в 1925—1928 годах — главный библиотекарь и хранитель греческих рукописей отдела рукописей Публичной библиотеки в Ленинграде.
В 1926 году стал секретарём Византийской комиссии АН СССР. В 1927 получил возможность выехать в Германию в трёхмесячную научную командировку, где, в частности, занимался исследованиями ряда греческих рукописей. Член-корреспондент Баварской (1927) и Прусской (1929) АН, почётный член Афинского общества византийских исследований. В 1928 году кандидат на выборах академиков АН СССР.

## Аресты и лагеря
В ноябре 1928 года его научная деятельность была прервана в связи с арестом по обвинению в шпионаже в пользу Ватикана, Германии и Польши. Ходатайства А. Эйнштейна и Ф. Нансена об освобождении не возымели действия. Был приговорён к трём годам лишения свободы и отправлен в Соловецкий лагерь особого назначения.
В 1930 году был арестован в лагере и возвращён в Ленинград и привлечён к «делу академика Платонова» («Академическому делу»), был обвинён в том, что должен был занять пост министра вероисповеданий в будущем правительстве. В 1931 году приговорён к пяти годам лишения свободы и отправлен в Ухтинско-Печорский лагерь. По этому же делу были привлечены и осуждены его брат Дмитрий и жена.
Во время ареста и обысков почти полностью были уничтожены плоды его многолетней работы по сбору копий древних рукописей, которые посчитали шифрованными посланиями. Погибли многие его работы и свыше двух тысяч фотоснимков. Из 49 описаний рукописей, сделанных Бенешевичем в библиотеках разных стран, сохранились три.

## Возвращение к работе
В марте 1933 года по ходатайству В. Д. Бонч-Бруевича был досрочно освобождён. С 1934 вновь работал хранителем греческих рукописей в Публичной библиотеке, а также профессор по кафедре истории средних веков Ленинградского государственного университета.

## Последний арест и гибель
В мае 1937 года в Мюнхене вышел первый том немецкого издания труда Бенешевича об Иоанне Схоластике. В октябре 1937 года был уволен с работы, тогда же в «Известиях» появилась заметка о предательстве учёного, издавшего труд в фашистской Германии.
Арестован 27 ноября как польский шпион, признал себя виновным, но имён соучастников не назвал. Был приговорён к расстрелу особой тройкой НКВД 17 января 1938 года. Расстрелян 27 января 1938 года, как и проходившие по этому же делу два сына и брат Дмитрий. Захоронен на Левашовском кладбище НКВД.
Посмертно был исключён из числа членов-корреспондентов Академии наук (в апреле 1938 года), был восстановлен в 1958 году.

## Адреса в Санкт-Петербурге
- 19-я линия В.О., д. 14[9] (с 1912)

## Труды
- Два списка славянского перевода синтагмы Матфея Властаря, хранящиеся в СПб-кой синодальной библиотеке: Описание их и тексты неизд. ст. СПб, 1902.
- Канонический сборник XIV титулов со второй четверти VII в. до 883 г. К древнейшей истории источников права греко-восточной церкви. СПб, 1905.
- Древнеславянская кормчая XIV титулов без толкования. СПб, 1907. Т. 1; София, 1987. Т. 2. Архивная копия от 8 декабря 2015 на Wayback Machine
- Памятники древнерусского канонического права (ч.1, 2-е изд., 1908; ч.2, вып.1, 1920).
- Армянский пролог о св. Борисе и Глебе. СПб, 1909.
- Ответы Петра Хартофилакса. СПб, 1909.
- Описание греческих рукописей монастыря св. Екатерины на Синае. СПб., 1911—1917. Т. 1—3.
- Очерки по истории Византии. Выпуск 1 / Под ред. и с предисл. В. Н. Бенешевича. — СПб., 1912. — 584 с.
- Синагога в 50 титулов и другие юридические сборники Иоанна Схоластика. К древнейшей истории источников права греко-восточной церкви. СПб, 1914. Архивная копия от 4 марта 2016 на Wayback Machine
- Сборник памятников по истории церковного права, преимущественно русской церкви до эпохи Петра Великого / Сост. В. Н. Бенешевич. — Пг., 1914. — Вып. 1.
- Сборник памятников по истории церковного права, преимущественно русской церкви до эпохи Петра Великого / Сост. В. Н. Бенешевич. — Пг., 1915. — Вып. 2.
- Вазелонские акты. Материалы для истории крестьянского и монастырского землевладения в Византии VIII—XV веков. Л., 1927 (совместно с Ф. И. Успенским).
- Corpus scriptorum juris graeco-romani tam canonici quam civilis. Sofia, 1935.
- Тактикон Никона Черногорца: Греческий текст по рукописи № 441 Синайского монастыря св. Екатерины. Петроград 1917 год
- Из незавершённой и неопубликованной работы под названием «Миражи в истории Древней Руси и южных славян» // Великая Моравия, её историческое и культурное значение. М.: Наука, 1985. С. 249—251.